# Leptorhaphis
Leptorhaphis es un género de líquenes perteneciente a la familia Naetrocymbaceae.

## Especies
Este género contiene las siguientes especies:
- Leptorhaphis amygdali
- Leptorhaphis atomaria
- Leptorhaphis epidermidis
- Leptorhaphis maggiana
- Leptorhaphis parameca
- Leptorhaphis tremulae